# روبرت لين هوغ
روبرت لين هوغ (بالإنجليزية: Robert Lynn Hogg) هو محامي وسياسي أمريكي، ولد في 30 ديسمبر 1893 في بوينت بليزانت في الولايات المتحدة، وتوفي في 21 يوليو 1973 في شارلوتسفيل في الولايات المتحدة. حزبياً، نشط في الحزب الجمهوري. وقد انتخب عضو مجلس ولاية فيرجينيا الغربية وانتخب عضو مجلس النواب الأمريكي.